# تسويق داخلي
للحصول على المصطلح المرادف الذي صاغه سيث جودن (Seth Godin) يرجى الاطلاع على التسويق بالإذن. للحصول على معنى إدارة المنتج للتسويق الداخلي، يرجى الاطلاع على إدارة المنتج.
التسويق الداخلي هو عبارة عن شركة إعلانات تسوق منتجاتها من خلال المدونات والبودكاست ومقاطع الفيديو والكتب الإلكترونية والرسائل الإخبارية والكتيبات وكذلك تحسين محركات البحث والتسويق من خلال وسائل التواصل الاجتماعي وأشكال أخرى من أشكال تسويق المحتوى. وفي الناحية الأخرى، نجد التسويق عن طريق الدفع العميل للشراء، أو الاتصالات التليفونية الباردة أو من خلال البريد الورقي المباشر أو من خلال الراديو]أو من خلال إعلانات التلفاز أو من خلال نشرات المبيعات، أو من خلال رسائل الإعلانات الإلكترونية أو التسويق عبر البريد الإلكتروني أو من خلال التسويق عبر الهاتف أو من خلال الإعلانات التقليدية هي بعض وسائل التسويق الخارجي. ويعمل التسويق الداخلي على جذب انتباه العملاء، كما أنه يعمل على جعل الوصول للشركة المنتجة أمرًا سهل المنال بجانب أنها تلفت انتباه العملاء إلى موقع الشركة الإلكتروني  من خلال إنتاج محتوى شيق ومهم.
يُوصي ديفيد ميرمان سكوت (David Meerman Scott) المسوقين بشق طريقهم في هذا الاتجاه (من خلال نشر معلومات مساعدة على مدوناتهم الإلكترونية وغيرها). وعلى النقيض من التسويق الخارجي حيث يقومون بالشراء، والاستجداء، أو يكون هناك خلل في طريقتهم للتسويق (وذلك من خلال الإعلانات المدفوعة أو من خلال إصدار البيانات في الصحافة أو من خلال دفع مبيعات للناس ذات تكلفة أو عمولة على التوالي). وهذا المصطلح هو مرادف لمفهوم التسويق بالإذن، وهذا المرادف هو عنوان لكتاب قام بكتابته سيث جودن (Seth Godin). ولقد قام بصياغة مصطلح التسويق الداخلي بران هالجن، وذلك في عام 2005. ووفقًا لما جاء في هذا الكتاب&، فإن التسويق الداخلي هو عبارة عن مصطلح ذي فاعلية خاصة لرجال الأعمال الصغار الذين يتعاملون بالقيم الكبيرة من الدولار، وكذلك مع دورات البحث الطويلة ويتعاملون مع المعرفة التي تعتمد على المنتجات. وفي هذه المناطق هناك توقعات أكثر حظًا في حصولها على المعرفة واستئجار شخص يستطيع السيطرة على الخبرات.
في أحد أوجه التسويق الداخلي، يتم تعريفه من خلال ثلاث عبارات: العثور على المنتج والتحويل والتحليل. وهناك نموذج أحدث يوضح هذا المفهوم عبر خمس مراحل:
1. جذب حركة المرور
2. تحويل الزوار إلى قيادات
3. تحويل القيادات إلى مبيعات
4. تحويل العملاء إلى عملاء هامشيين دائمين بشكل أكبر
5. التحليل للحفاظ على استمرار التطوير

تهدف ممارسات التسويق الداخلي المعقدة إلى استهداف العملاء المحتملين وذلك في المستويات المختلفة والمتنوعة للمنتج/ وللوعي بالعلامة التجارية. وتحاول التكتيكات ذات النطاق الواسع تحويل العملاء من القطاعات المتصلة بالسوق بشكل دلالي، وهؤلاء العملاء ليس لديهم وعي بالمنتج أو لديهم نية للشراء. ويتم تحقيق هذا عادة عن طريق أخذ العميل من خلال مسار معلوماتي أساسي، وهذا يعمل على بناء وعي كبير عبر مرور الوقت كما يقوم بزيادة الاهتمام أيضًا بمرور الوقت.

## خمس شروط لاستخدام التسويق الداخلي
1. الماركة هي أن يكون الهدف هو بنــاء علامة تجارية، يحبهـا الناس ويثقون بهـا وبالتالي يشترون منهـا. الـتسويق الداخلي قائم على بنـاء الثقة التي بدورهـا تدر ربـح للشركة.
2. اسلوب حيـاة: حاول قدر المستطـاع أن توفر تناغم بين الإدارات، إدارة المبيعـات لهـا دور كبير في استطلاع متطلبـات السوق عامـة والعملاء على وجـه الخصوص، منتجين المحتوى أو الـمصممين يجب أن يتناغموا مع الاستراتيجية لينعكس ذلك في عملهـم وهكذا..
3. جودة المنتج: ليس المطلوب منك هو أن تمتلك أفضل منتج في التاريخ، ولكن يجب أن يكون عندك الاستعداد لتحسينـه دائماً، ، سوف تواجـه العالم بمنتجـك وتتفـاعل مع النـاس وتعتمد على رأي الناس المقتنعين بمنتجك في الوصول إلى سوق أوسع. لن تستطيع فعل ذلك وأنت تبيع منتج لا تصنّعــه أو على الأقل تستطيع التعديل فيه بما يتوافق مع متطلبات السوق وآراء عملاءك.
4. عميلك Online؟ ببســاطة الـ Inbound Marketing يعتمد في جميع أدواته على الإنترنت فإن كان عميلك لا تستطيع استهدافـه بالانترنت، فلا تتجـه للـ Inbound.
5. القدرة على القيـاس: يجب أن تتمكن من اليوم الأول قيـاس نتائج عملك، الـ Inbound Marketing يأخذ وقت بالفعل، فلا تزيد الطين بلـة وتهمل القياس والتحليل أول بأول